# Kurtág György (zeneszerző, 1926)
Kurtág György (Lugos, Románia, 1926. február 19. –) kétszeres Kossuth- és háromszoros Erkel Ferenc-díjas magyar zeneszerző, zongoraművész és kamarazene-tanár.

## Életpályája
Ötéves korában kezdett zongorázni tanulni, felsőfokú zenei tanulmányait Temesváron kezdte. Itt Kardos Magda – Bartók tanítványa – volt a zongora-, Max Eisikovits pedig a zeneszerzéstanára. 1945-ben útlevél nélkül a határon átszökve sikerrel felvételizett a Liszt Ferenc Zeneművészeti Főiskolára, okmányaiért visszaszökve tanulmányait csak egy évvel később kezdte meg; Kadosa Pálnál zongoratudását, Veress Sándornál és Farkas Ferencnél zeneszerzési ismereteit mélyítette el, valamint Weiner Leó kamarazene óráit látogatta. 1951-ben szerezte meg zongoraművészi és kamarazenei diplomáját, négy évvel később pedig lediplomázott zeneszerzésből is. Még ebben az évben Erkel-díjjal tüntették ki. Ezután egy évet Párizsban töltött (1957–58-ban), ahol Marianne Stein tanítványa volt és rendszeresen látogatta Darius Milhaud és Olivier Messiaen óráit is.
Magyarországra visszatérve 1960-tól kezdődően nyolc éven át volt a Budapesti Filharmóniai Társaság korrepetitora. 1967-ben aztán a Zeneakadémia zongora-, majd kamarazene-tanára lett. Többek között olyan, később nagy hírnevet szerzett előadóművészek is a tanítványai, mint Kocsis Zoltán, Szenthelyi Miklós vagy Schiff András. 1971–72-ben egy évet Nyugat-Berlinben töltött a DAAD Művészprogramjának keretein belül. Nem sokkal hazaérkezése után, 1973-ban Kossuth-díjjal tüntették ki.
1986-ban úgy döntött, hogy elhagyja a Zeneakadémiát, de 1993-ig még korlátozott számban tartott órákat az intézményben. A következő évben tagjai közé választotta a müncheni Bajor Szépművészeti Akadémia és a Berlini Művészeti akadémia. Még ebben az évben megkapta a Pierre Monacoi Herceg Alapítvány zenei díját, valamint a Herder- és Feltrinelli-díjat is. Ezután két évre meghívták a berlini Wissenschaftskollegbe, itt a Berlini Filharmonikusokkal dolgozott. 1994-ben aztán további két kitüntetést ítéltek oda neki: az osztrák kormánytól megkapta az európai zeneszerzőknek járó nagydíjat, valamint Denis de Rougemont-díjat az Európai Fesztiválok Szövetségétől
A következő évet Bécsben töltötte, ahol komponálási felkéréseknek tett eleget és mesterkurzusokat tartott a Konzerthausban. 1996-ban ismét megkapta a Kossuth-díjat. Még ebben az évben meghívást kapott a Société Gaviniès-től, a hágai Royal Conservatorytól, az utrechti Muziekcentrum Vredenburg-tól, az amszterdami Concertgebouw NV-től, a Nederlandse Operától, a Schönberg Ensemble-tól, az Asko Ensemble-tól, az Orlando Quartettől, az Osiris Triótól és a Reinbert de Leeuwtől, hogy két évig Hollandiában dolgozzon.
1998-ban megkapta a zenei Nobel-díjként számontartott Ernst von Siemens Stiftung-díjat, illetve másodszor is odaítélte neki az osztrák kormány az európai komponistáknak járó nagydíjat. Ezután ismét meghívták a berlini Wissenschaftskollegbe.
A következő évben különböző francia zenei intézmények-fesztiválok hívták meg egy kétéves párizsi tartózkodásra (Ensemble intercontemporain, a párizsi Conservatoire, a Cité de la musique és a Festival d'automne à Paris). Még ebben az évben megkapta a Tudományért és Művészetért érdemérmet Berlinben, 2000-ben pedig a Grants to Artists-díjat New Yorkban. 2001-ben tiszteletbeli tagjává választotta az Amerikai Művészeti és Irodalmi Akadémia, valamint ebben az évben megkapta a Hölderlin-díjat is a Tübingeni Egyetemtől. 1993-ban Franciaországban, Bordeaux közelében telepedtek le, ahonnan 2015-ben felesége betegsége miatt költöztek vissza Magyarországra.
2006-ban nyolcvanadik születésnapja alkalmából a zeneszerzőt egy ötnapos fesztivállal köszöntötte a Budapest Music Center. Még ebben az évben megkapta a Magyar Köztársasági Érdemrend nagykeresztjét, majd április 20-án a Louisville University Grawemeyer Díjjal tüntette ki. 2010-ben Kurtág nyerte el a Zürichi Fesztivál Díját.
Házastársa Kurtág Márta zongoraművész, aki műveinek gyakori előadója volt, 1947-ben házasodtak össze, felesége 2019-ben hunyt el. Fiuk, ifj. Kurtág György szintén zeneszerző, Franciaországban él. Kurtág ma a Budapest Music Centerben él, ahol alkot és rendszeresen fogad tanítványokat.

## Művészete
Kurtág Györgyöt a zenei élet az egyik legjelentősebb kortárs zeneszerzőként tartja számon, aki elsősorban a kamarazene területén tudta kibontakoztatni tehetségét. Művészete Bartók zenéjéből indult ki, de nagy hatást gyakorolt rá az osztrák zeneszerző, Anton Webern hangzásvilága is. Műveire jellemző a nagy koncentráció, az eszközök és a formavilág tömörsége.
A zeneszerző mindig is szerette az irodalmat, így több híres költő, író munkáit is megzenésítette: Négy dal Pilinszky János verseire, A megboldogult R. V. Truszova üzenetei (Dalos Rimma orosz nyelvű verseinek megzenésítése), József Attila-töredékek, Nyolc kórus Tandori Dezső verseire, Kafka-töredékek.
A nemzetközi hírnevet az 1981-ben bemutatott A boldogult R. V. Truszova üzenetei című kamarazenekar-kíséretes, orosz nyelvű dalciklusa hozta meg számára. Ezt követően az 1980-as években a közép-európai zenei örökség új aktualitását teremtette meg.
Legismertebb alkotásai között tartják számon az 1973–1976 között komponált Játékok zongorára című sorozatot. A négy füzetben található darabok a Mikrokozmoszhoz hasonlóan, a zongorán tanuló növendékeket egyre nagyobb technikai nehézségek elé állítják.
2009-ben mutatták be az amerikai magyar kulturális évadra komponált új művét, Anna Ahmatova verseire írt dalciklusát. Ekkor adta elő feleségével közösen a washingtoni Kongresszusi Könyvtár felkérésére írt, Bartók előtt tisztelgő másik új művét is.

## Díjai, elismerései
- Erkel Ferenc-díj (1954, 1956, 1969)
- Kossuth-díj (1973, 1996)
- Érdemes művész (1980)
- Bartók–Pásztory-díj (1984)
- A francia Arts et Lettres tiszti rangja (1985)
- A monacói Péter herceg Alapítvány zeneszerzői díja Grabstein für Stephan és Double Concerto c. műveiért (1993)
- Herder-díj (1993)
- A hamburgi Freiherr-vom-Stein Stiftung díja (1993)
- Az Accademia Nazionale dei Lincei Roma Feltrinelli-díja (1993)
- Ausztriának az európai komponisták számára kiírt Állami-díja (1994)
- Az Ernst von Siemens Alapítvány zenei nagydíja (1994)
- az Európai Fesztiválok Egyesületének Denis de Rougemont-díja (1994)
- Ausztria "Österreichisches Ehrenzeichen" díja (1998)
- Tudományért és Művészetért érdemérem Berlinben (1999)
- Grants to Artists-díj New Yorkban (2000)
- Hölderlin-díj a Tübingeni Egyetemtől (2001)
- A Magyar Köztársasági Érdemrend középkeresztje a csillaggal (2001)
- Budapest díszpolgára (2001)
- Hazám-díj (2002)
- A 40. MIDEM-en (Cannes) Classique 2006 Special Award elnevezésű életműdíjat vehetett át 2006-ban.
- A Magyar Köztársasági Érdemrend nagykeresztje (2006)
- Franco Buitoni-különdíj (2017)[10]
- Artisjus-díj Az év komolyzenei műve (2019)[11] Samuel Beckett: Fin de partie – Scènes et monologue című művéért
- Rolf Schock-díj (2020)
- Ferencváros díszpolgára (2020)[12]
- Wolf-díj (2024)[13]
- Az Accademia Nazionale di Santa Cecilia tiszteletbeli akadémikusa[14]
- 2024 óta nevét viseli az 550942 Kurtág kisbolygó.[15]

## Művei

### Korai (nagyrészt kiadatlan) művek
- Szvit, zongorára (1942 vagy 1943)
- Négy kis zongoradarab (1947; elveszett; bem.: Zeneakadémia, 1948. máj. 22.; forrás: Új zenei szemle, 6-7. szám)
- Almavirág, zongorára (1947; a Négy kis zongoradarab c. sorozatból; később a Játékok c. gyűjtemény része lett; lásd még: Varga Bálint András: ,,Kezdek majdnem mindent merni” – Beszélgetés Kurtág Györggyel [Muzsika, 2018. febr.])
- Két rondó, zongorára (1947-48 körül; forrás: Új zenei szemle, 6-7. szám)
- Zene fiataloknak, három tételes zenekari mű (1947-48 körül; forrás: Új zenei szemle, 6-7. szám)
- Indulók a honvédség számára (1949 eleje; forrás: Új zenei szemle, 6-7. szám)
- Menetnóták a honvédség számára (1949 eleje; forrás: Új zenei szemle, 6-7. szám.)
- Tömegdalok (1949-50; a kor elvárásának megfelelően; legtöbbjük a capella kórusra; többször is elhangzottak például a Petőfi Rádióban)
- Kárisok (szöveg: József Attila), a capella kórusra (1949-50)
- Tánc-dal (szöveg: Weöres Sándor), kórusra és zongorára (1950)
- Szvit, zongorára négy kézre (1950-51)
- Kedves, zongorára (1952)
- [Dalok], gyermekkórusok részére (1952; forrás: Délmagyarország, 1952. februári száma)
- Koreai kantáta, kórusra és zenekarra (1952-53; kiadatlan)
- Brácsaverseny, brácsára és zenekarra két tételben (1954; a második tétel kiadatlan)
- Dalok Vasvári István verseire, énekhangra (és zongorára?) (1955; visszavonva)
- [Darab], zongorára (1957-58 körül; Kurtág ,,párizsi" termése, melynek zenei anyagáttöbbek között az op.2-ben és az op.3-ban használta fel)

### Érettkori művek (1959-től napjainkig)
- Vonósnégyes, op.1 (1959)
- Fúvósötös, op.2 (1959)
- Görlök kórusa (szöveg: Erich Kästner: Szív a tükörben), kuplé énekhangra és zongorára (1959)
- Szép szőke gavallér, kuplé (1959; vázlatok)
- Kísérőzene Shakespeare Vihar c. drámájához (1960)
- Egy régi villamoshoz, kísérőzene (1960)
- Nyolc zongoradarab, op.3 (1960)
- Nyolc duó, hegedűre és cimbalomra, op.4 (1960-61)
- Jelek, szólóbrácsára, op.5 (1961; ez a mű kiindulópontja a Jelek, játékok és üzenetek gyűjtőcím alatt különféle hangszer(ek)re írt daraboknak)
- Anakreón-töredékek (szöveg: Devecseri Gábor fordítása), énekhangra, ill. három énekhangra (1962, rev.: 1996)
- Didergő király, bábszínház kísérőzene (1962)
- Cynque Merrycate, gitárszólóra, op.6 (1962; visszavonva)
- Kísérőzene Shakespeare Hamlet c. drámájához (1963)
- Bornemissza Péter mondásai, concerto szopránhangra és zongorára, op.7 (1963-68; rev.: 1976)
- Egy téli alkony emlékére (szöveg: Gulyás Pál), négy töredék szopránhangra, hegedűre és cimbalomra, op.8 (1969)
- Négy Capriccio, négy dal (szöveg: Bálint István), szopránhangra és kamaraegyüttesre, op.9 (1970-71)
- 24 Antiphonae, zenekarra, op.10 (1970-71; befejezetlen)
- Szálkák, cimbalomra, op.6c ([1962]–1973)
- Elő-Játékok, zongorára (1973–74; a Játékok c. sorozat kiindulópontja)
- Négy dal Pilinszky János verseire, basszus vagy basszbariton hangra és kamaraegyüttesre, op.11 (1973-75)
- Átiratok Machaut-tól J. S. Bachig , zongorára négy kézre, zongorára hat kézre, két zongorára (1973-76; 1985)
- Eszká emlékzaj (Tandori Dezső szövegére) szopránhangra és hegedűre, op.12 (1974-75)
- In memoriam Zilcz György, két trombitára, két harsonára és tubára (1975)
- Keringő Pilinszky János versére, hangjára és két zongorára (1975; az átdolgozott változat később a Játékok c. gyűjtemény része lett)
- Játékok, I. kötet, zongorára (1975-79)
- [Darabok], gitárra, op.15 (1976; visszavonva)
- Hommage á Mihály András, tizenkét mikrolúdium vonósnégyesre, op.13 (1977-78)
- A kis csáva, piccolóra, harsonára és gitárra, op.15b (1978)
- Hat darab, harsonára és zongorára (1978; átirat a Játékok c. gyűjtemény darabjaiból)
- Szálkák, zongorára, op.6d ([1962], 1973-78)
- Kórkép és hattyúdal, vegyeskarra (1978, 1981; rev.: 2005)
- Grabstein für Stephan [1. fogalmazás], gitárra, hárfára, zongorára, csembalóra, harsonára és fuvolára, op.15a (1978-79)
- Herdecker Eurythmie – I. Stille Stücke für Olga-Maria, fuvolára és tenor lyre-re, op.14a (1979)
- Herdecker Eurythmie – II. Kleine Erbauliche Konzerte für Theo und Gerhard, hegedűre és tenor lyre-re, op.14b (1979)
- Herdecker Eurythmie – III. Gedichte von Ellen Lösch, beszédhangra és tenor lyre-re, op.14c (1979)
- Játékok, II. kötet, zongorára (1979)
- Játékok, III. kötet, zongoráa/zongorára négy kézre (1979)
- Játékok, IV. kötet, zongorára/két zongorára (1979)
- Omaggio a Luigi Nono (szöveg: Anna Ahmatova, Dalos Rimma), vegyeskarra, op.16 (1979)
- Tre pezzi per violino e pianoforte, op.14e (1979; az op.14b átirata)
- A boldogult R. V. Truszova üzenetei, szopránhangra és kamaraegyüttesre, op.17 (1976-80)
- Hat bagatell, fuvolára, nagybőgőre és zongorára, op.15d (1981; átirat a Játékok c, gyűjtemény darabjaiból)
- Il pleut sur la ville, szopránhangra és zongorára (1981, 1991; zenei anyaga felhasználva az op.27/2-ben)
- Tizenhárom darab a Játékokból, két cimbalomra (1982)
- Jelenetek egy regényből, szopránhangra, hegedűre, cimbalomra és nagybőgőre, op.19 (1979-82)
- Hét dal (Károlyi Amy, Kobayashi Issa), szopránhangra és cimbalomra (vagy zongorára), op.22 (1981-82)
- József Attila töredékek, szóló szopránhangra, op.20 (1982)
- Zongoraverseny, zongorára és zenekarra, op.21 (1982 – folyamatban)
- Nyolc kórus Tandori Dezső verseire, vegyeskarra, op.23 (1981-82 [1983-84])
- Három dal Pilinszky János verseire, basszus vagy basszbariton hangra és zongorára, op.11a (1986; az op.11 átirata)
- Franz Kafka: Der Begrenzte Kreis… szoprán hangra, brácsára és zongorára (1986, 1996)
- Rekviem a kedvesért, szoprán hangra és zongorára, op.26 (1982-86)
- Kafka-Fragmente, szopránhangra és hegedűre, op.24 (1985-87)
- Három régi felirat, szopránhangra és zongorára, op.25 (1986-87)
- Jelek, szólócsellóra, op.5b ([1961], 1987-folyamatban)
- Rainer Maria Rilke: Schlussstück – Farkas Ferenc emlékére, énekhangra és zongorára (1987; rev.: 2005)
- …quasi una fantasia…, zongorára és kamaraegyüttesre, op.27-1 (1987–88)
- Panaszos kérlelő, furulyára és zongorára (1988; megj.: 1991; In: Házimuzsika gyermekeknek furulyára és zongorára)
- Officium breve in memoriam Andreae Szervánszky, vonósnégyesre, op.28 (1988-89)
- Hölderlin: An… (Ein Fragment), tenorhangra és zongorára, op.29 (1988-89, 1994)
- Hölderlin: An… (Ein Fragment), szóló tenorhangra (hangszerkíséret nélkül), op.29a (1988-89)
- 3 HAGE-Stücke, zongorára (1989; később a Játékok c. gyűjtemény része lett)
- Grabstein für Stephan [2. fogalmazás], gitárra és kamaraegyüttesre, op.15c (1989)
- Ligatura Message to Frances Marie: The Answered Unanswered Question, op.31b (1989)
- Kettősverseny, gordonkára, zongorára és kettős kamaraegyüttesre, op.27-2 (1989-90)
- Siklós István tolmácsolásában Beckett Sámuel üzeni Monyók Ildikóval, recitációra és zongorára, op.30a (1990)
- Hommage á R. Sch., klarinétra (basszusdobra), brácsára és zongorára, op.15d (1975–1990)
- Lajka-emlék, hangszalagra (1990; rev.: 2002)
- Ligature e versetti, orgonára (1990)
- Siklós István tolmácsolásában Beckett Sámuel üzeni Monyók Ildikóval, szólóhangokra és kamarazenekarra, op.30b (1991)
- Aus der Ferne III – Hommage à Alfred Schlee 90, vonósnégyesre (1991)
- Irka-firka születésnapra Mihály Andrásnak, 2 hegedűre, 2 brácsára, csellóra és nagybőgőre térben elhelyezve (1991; rev.: 1994)
- [The Zürich Dialogue], két beszédhangra (1991; rev.: 1997)
- Életút, két basszetkürtre és két zongorára, op.32 (1992)
- Pillantás a túlvilágra, beszédhangra (1992)
- Rückblick – Altes und Neues für vier Spieler (Hommage á Stockhausen), trombitára, zongorára, billentyűs hangszerre és nagybőgőre (1993)
- 14 Fragmente aus Rückblick – Altes und Neues (Hommage á Stockhausen), trombitára, zongorára, billentyűs hangszerre és nagybőgőre (1993)
- Játékok, V. kötet, zongorára (1975-93)
- Játékok, VI. kötet, zongorára (1985-93)
- Friedrich Hölderlin: Im Walde, szólóénekhangra, op.29/2 (1993)
- Hölderlin-Gesänge, baritonra, három baritonhangra és hangszerekre, op.35 (1993-folyamatban)
- A csüggedés és keserűség dalai, vegyeskarra és kamaraegyüttesre, op.18 (1993-94; kora változata már 1980-84-ben megszületett)
- Stele, szimfonikus zenekarra, op.33 (1994; rev.: 2003, 2006)
- Sappho: Δεδυκε μεν α σελαννα... énekhangra és pianínóra (1994; rev.: 1995, 1997)
- Requiem der Versöhnung, szólóhangokra, kórusra és zenekarra (1995; zenei anyaga megegyezik az Üzenetek (op.34) 5-6. tételével)
- Üzenetek, vegyeskarra és zenekarra, op.34 (1995-96; a kompozíció még nem lezárt)
- Omagiu lui Anatol Viern, énekhangra (1996)
- Einige Sätze aus den Sudelbüchern Georg Christian Lichtenbergs, szóló szopránhangra, op.37 (1996)
- Danyil Harmsz: A találkozás, énekhangra (1996)
- Alekszander Gálics: Milyen furcsa, énekhangra és ad. lib. 2 trombitára (1996)
- Két dal Ulrike Schuster verseire, énekhangra és zongorára (1996)
- Tre pezzi per clarinetto e cimbalom, op.38 (1996)
- Tre altri pezzi per clarinetto e cimbalom, op.38a (1996; a 2. és 3. tétel az op.37/9-10 átirata)
- Két sor a tündérálomból, énekhangra (a, b, c, d változat) (1997)
- Bálint István: Az ördög szemébe, énekhangra (1997)
- Szergej Jeszenyin: Viszontlátásra barátom, tenorhangra (1997, 1998)
- Hölderlin-Gesänge, szóló bariton hangra. op.35a (1993-98)
- …pas á pas-nulle part…- Poémes de Samuel Beckett-, baritonhangra, hegedűre, brácsára, gordonkára és ütőhangszerekre, op.36 (1993-98; rev.: 2007-08)
- Bertold Brecht: Du, der de, Sitzend im Buge des Bootes…, énekhangra (1998)
- Aus der Ferne V, vonósnégyesre (1999)
- Einige Sätze aus den Sudelbüchern Georg Christian Lichtenbergs, szopránhangra és nagybőgőre, op.37a (1999)
- Esterházy Péter: Fancsikó és Pinta (töredékek), Bevezetés a szépéneklés művészetébe I, szopránhangra és pianínóra/cselesztára, op.40 (1999)
- Pindaros: Puthionikais VIII, énekhangra (1999)
- Friedrich Gottlob Klopstock: Vorrede zu den Epigrammen, énekhangra (1999)
- Epikourou Prosphónéses, énekhangra és ütöhangszerre (1999)
- Szókratész búcsúja – Hommage á Job van Eck, énekhangra (1999, 2000; rev.: 2006)
- Hérakleitos-töredékek, énekhangra (1999)
- Myriam Marbé in memoriam, három recitálóra (1999)
- Zwiegespräch, két hegedűre, brácsára, csellóra és szintetizátorra (1999 [eredeti verzió]; 2000 [1. revízió]; 2001 [2. revízió]; 2001 [3. revízió]; 2001 [4. revízió]; 2002 [5. revízió]; 2006 [6. revízió]; Ifj. Kurtág Györggyel közösen írt mű)
- Varga Mátyás: A vak anya, bariton hangra (2000)
- Anna Ahmatova: Olyan, amilyen, énekhangra (2000)
- Marlowe: Dr. Faustus-Ovidius: Amores], énekhangra (2001)
- ...a Százévesnek – Hommage à Takács Jenő 100, vonószenekarra (2002)
- Játékok, VII. kötet, zongorára (1994-2002)
- Új üzenetek, zenekarra, op.34a (1998-2002; rev.: 2009; a mű nem lezárt)
- …concertante…, hegedűre, brácsára és zenekarra, op.42 (2002-03; rev.: 2007)
- Hipartita, szólóhegedűre, op.43 (2000-2004; rev.: 2007)
- Hommage-message à Christian Wolff, hegedűre, csellóra és zongorára (2004)
- Kis dal Yehudának, zongorára (2004; a Játékok c. sorozatba még nem foglalt darab)
- Sinfonia breve per archi – Fried Márta emlékére, vonószenekarra (2004)
- 6 Moments musicaux, vonósnégyesre, op.44 (1999-2005; 2. tétele az 1943-as Szvit zongorára c. mű elejének szabad felhasználása)
- Hommage á Jacob Obrecht, vonósnégyesre (2004-05)
- ...viszont látásra, Jan... – In memoriam Jan Van Vlijmen, zongorára (2005)
- Négy initium az Hommage à Jacob Obrecht-ből, brácsára és csellóra (Hommage á Dobszay László) (2005)
- Játékok, VIII. kötet, zongorára (1984-2005)
- Triptic, két hegedűre, op.45 (2007)
- Varga Bálint ligatúrája, hegedűre, csellóra és zongorára (2007)
- Samuel Beckett dixit, énekhangra és hangszerre (2007)
- Colinda Balada, kórusra és kilenc hangszerre, op.46 (2006-08; rev.: 2010)
- Hommage à Bartók – □ □ □ – Mártának, pianínóra (2008)
- Máriássy Gabi emlékére, zongorára (2008)
- Négy dal Anna Ahmatova verseire, szopránhangra és kamaraegyüttesre, op.41 (1997-2008)
- Arioso – Hommage à Walter Levin 85, in Alban Bergs Manier, vonósnégyesre (2009)
- Kedves 2-3 (2009)
- ...for Steve..., szólócsellóra (2010)
- Hét Bach-korál, zongorára négy kézre (1985-2010)
- Angelus Solesius: Die Ros’ – Hommage á Heinz Holliger, énekhangra és klarinétra (2010–11)
- Brefs Messages, kilenc hangszerre, op.47 (2011)
- …sospiri, gemiti… (3 darab), szóló viola da gambára (2011)
- Secreta – Gyászzene Dobszay László emlékezetére, vonósnégyesre (2011)
- Vázlatlap [faragatlan-nyers] Szitha Tündének, zongorára (2011)
- Szimfonikus etűdök, élő elektronikára és szimfonikus zenekarra (2012; a Zwiegenspräch átdolgozása)
- Tandori Dezső: Ima, régi, esti [in mem. Szép Ernő], énekhangra és hangszerekre (2007-2012; facsimile megjelent a Holmiban)
- Samuel Beckett: Roundelay [Vidovszky Lászlónak] (2013; facsimile megjelent a Holmiban)
- ...couple égyptien en route vers l´inconnu... – Musée du Louvre, pianínóra vagy zongorára (2013)
- ...couple égyptien en route vers l´inconnu... – Double, zongorára vagy pianínóra (2013)
- Samuel Beckett: Ausone de Chancel: …la vie – la mort… (2014; facsimile megjelent a Holmiban)
- Samuel Beckett: Ausone de Chancel: …la vie – la mort cité par Samuel Beckett [avec une retouche importante] (2014; facsimile megjelent a Holmiban)
- …interrotto… für Michael Denhoff 60, zongorára (2014)
- Zelk Zoltán: Felelj, ha vagy! Dobszay László emlékére, Dobszay Klárinak és Áginak, énekbeszédre és klarinétra (2014; facsimile megjelent a Holmiban)
- Petite musique solennelle – En hommage à Pierre Boulez 90, szimfonikus zenekarra (2015; két változatban)
- Passio sine nomine, zongorára (2015)
- Jelenetek, szólófuvolára, op.39 (1999-2015)
- Clov’s Last Monologue (…a fragment…), vonósnégyesre (2016)
- Esterházy Péternek, szóló énekhangra (BMC, 2016. június 14–17.)
- Játékok, IX. kötet, zongorára ([1947]-2017)
- Fin de partie / A játszma vége, jelenetek és monológok 1 felvonásban (2010–17; bem.: Milánó, Scala, 2018, nov. 15)
- Esterházy Péter emlékére, énekhangra és kamaraegyüttesre (2017 – folyamatban)
- ...c´ astăzi s´a născut... – Márta 90 éves!, zongorára (2017; rev.: 2018)
- Dal József Attila-szövegre, Kurtág Márta 91. születésnapjára (2018)
- Mijakó emlékezete, zongorára (2018; rev.: 2019)
- Le Canard, énekhangra és együttesre (Kurtág Juditnak) (2018; bem.: Milánó, 2018. nov. 21.)
- Hommage á Eötvös Péter 75, szólóharsonára (bemutató: BMC, 2019. jan. 5.; az Eötvös 75 keretében)
- Für Heinz 80 – mit treuer Freundschaft, angolkürtre (2019. máj.)
- …elszunnyadni, – semmi több… Hét dal Tandori Dezső verseire, alt hangra, hegedűre, zongorára és ütőre, Op.50 – Rajk Juditnak ajánlva (2019 ápr.; bem.: Fuga, 2019. máj. 10)
  - No.1 a hamleti megengedés
  - No.2 riadókészültség
  - No.3 a hamleti megengedés [alio modo]
  - No.4 …félrenéztem…
  - No.5 [scala enigmatca di Verdi]
  - No.6 én-is – te-nem… [dramalet]
  - No.7 ima, régi esti – in memoriam Szép Ernő
- Vonósnégyes (2019. szept. – okt.)
- For Steven Isserlis, szólócsellóra (2020. jan.)
- Új darabok, szólófuvolára (2019-2020)
- AB-Játékok, énekhangra [kíséret nélkül] (2020) [Az Op.50 újragondolt változata]
- Ligeti Vera 90 ,,születásnapi dalocskák" (2020)
- T. D. Nyárvégi fogalmazás Weöres Sándornak, énekhangra [kíséret nélkül] (2020. dec. 7.)

### Filmzenék
- Táncalak (2002)
- Visszatérés (Kicsi, de nagyon erős 2) (1998)
- Utrius (1993)
- Chroniques Hongroises – Magyar krónikák I-II. (1991)
- Tutajosok (1989)
- Róbert és Róbert (1981)

### Színpadi zenék
- Orfeusz (bemutató: 2003. április 29. Közép-Európa Táncszínház – Budapest
- Ős K., (bemutató: 1999. december 17. Közép-Európa Táncszínház )

## Lemezei
- 1987 Flowers, Chants, Hymn, Plays and Games for Cimbalom (Hungaroton SLPX 12755) – közreműködő
- 1990 Musikprotokoll '90 (ORF MP 90 ORF 08) – közreműködő
- 1993 Kurtág György: Dalciklusok (Sony Music SK 53290
- 1994 Kurtág György: Szerzői est (Salzburg, 1983) (Col Legno WWE 31870)
- 1995 Kurtág – Robert Schumann: Hommage à R. Sch. (ECM Records ECM 1508) – közreműködő
- 1995 Kurtág György művei (Hungaroton HCD 31290)
- 1995 Kurtág György: Kafka-töredékek, Op. 24 (Hungaroton HCD 31135)
- 1996 Kurtág György: Musik für Streichinstrumente (ECM Records ECM 1598)
- 1996 Kurtág György Grabstein Für Stephan; Stele; Stockhausen: Gruppen Deutsche Grammophon 4477612
- 1996 Kurtág György: Kafka-töredékek, Op. 24 (Ondine ODE 868-2)
- 1997 Kurtág György: Játékok (Games) (ECM Records ECM) 1619
- 1998 Kurtág György: Művek szoprán hangra (Hungaroton HCD 31821)
- 1998 Mentsük meg a Zeneakadémiát! (Hungaroton HCD 31841) – közreműködő
- 1999 Ganz, Bruno: Wenn Wasser wäre (ECM Records ECM 1723) – közreműködő
- 1999 Kortárs magyar szerzők orgonaművei (Hungaroton HCD 31858) – közreműködő
- 1999 Solos – XX. századi magyar kompozíciók szóló fuvolára (Hungaroton HCD 31785) – közreműködő
- 2000 Kim Kashkashian: Bartók/Eötvös/Kurtág (ECM Records ECM 1711) – közreműködő
- 2001 Psy: A cimbalom varázsa (Hungaroton HCD 32015) – közreműködő
- 2001 Tihanyi Gellért: Kurtág/Bartók/Faragó/Stravinsky/Reich (BMC Records BMC CD 048) – közreműködő
- 2001 Vékony Ildikó: Szálkák (BMC Records BMC CD046) – közreműködő
- 2002 Bartók; Ligeti; Kurtág: Ligatura – Message to Frances-Marie Op. 31b (ECM Records ECM 1729) – közreműködő
- 2002 Kurtág, Szőllősy, Sáry, Serei, Sári, Gyöngyössy BMC Records BMC CD 074 – közreműködő
- 2003 Kurtág: Signs, Games and Messages (ECM Records ECM 1730)
- 2004 Music Colours – Hungarian Contemporary Music (BMC HMIC BMC PCD 015) – közreműködő
- 2005 Déri György: a lá Carte – szólódarabok gordonkára (Hungaroton HCD 31288) – közreműködő
- 2006 Kurtág: Játékok (BMC CD 123) – közreműködő